# Alexej Kivsjenko
Aleksej Danilovitj Kivsjenko (ryska: лексей Данилович Кившенко), född 22 mars 1851, död 2 oktober 1895, var en rysk målare inom den ryska realistiska konstnärsgruppen Peredvizjnikerna eller vandrarna. Han är bäst känd för sina historiemålningar, särskilt från de rysk-turkiska krigen. Därtill ägnade han sig åt genremåleri och jaktscener.
Aleksej Kivsjenko växte upp som livegen på ett stuteri i Tula oblast. Uppmuntrad av sin far inledde han i nio års ålder sina studier vid teckningsskolan hos det Kejserliga sällskapet för främjande av konst för Ivan Kramskoj.
Från 1867 till 1877 studerade han vid Kejserliga konstakademien under ledning av Kārlis Hūns. Under studietiden åhörde han föreläsningar vid Teknologiska institutet och Kejserliga medicinsk-kirurgiska akademien men ogillade dem. Samtidigt arbetade han för sin försörjning vid amiralitetet. År 1877 avslutade han sina studier som klassisk konstnär med att motta den stora guldmedaljen för sitt program Bröllopet i Kana. Konstakademien beviljade honom 1880 ett stipendium för utlandsstudier, vilket han använde i Paris, Düsseldorf och hos Gabriel von Max und Wilhelm von Diez i München.
Då Kivsjenko återvände undervisade han åren 1884-1889 vid Stieglitz Akademi för konst och hantverk. År 1884 utsåg Konstakademien honom på basis av hans arbeten utomlands till akademiker. Samma år reste han också till Transkaukasus för att göra skisser till en av Alexander III beställd serie målningar från det Rysk-turkiska kriget (1877-1878). År 1891 deltog han i en arkeologisk expedition under ledning av Nikodim Kondakov till Palestina och Vilayetet Syrien (dagens Syrien). Från den resan hämtade han hem flera studier av naturen och vardagslivet i området samt antika byggnader. Många av hans studier användes som bokillustrationer. År 1893 blev han full medlem av Konstakademien och följande år ledande lärare i klassen för bataljmålning.
Kivisjenko avled i Heidelberg och begravdes på Smolenskij-kyrkogården i Sankt Petersburg.

## Bilder

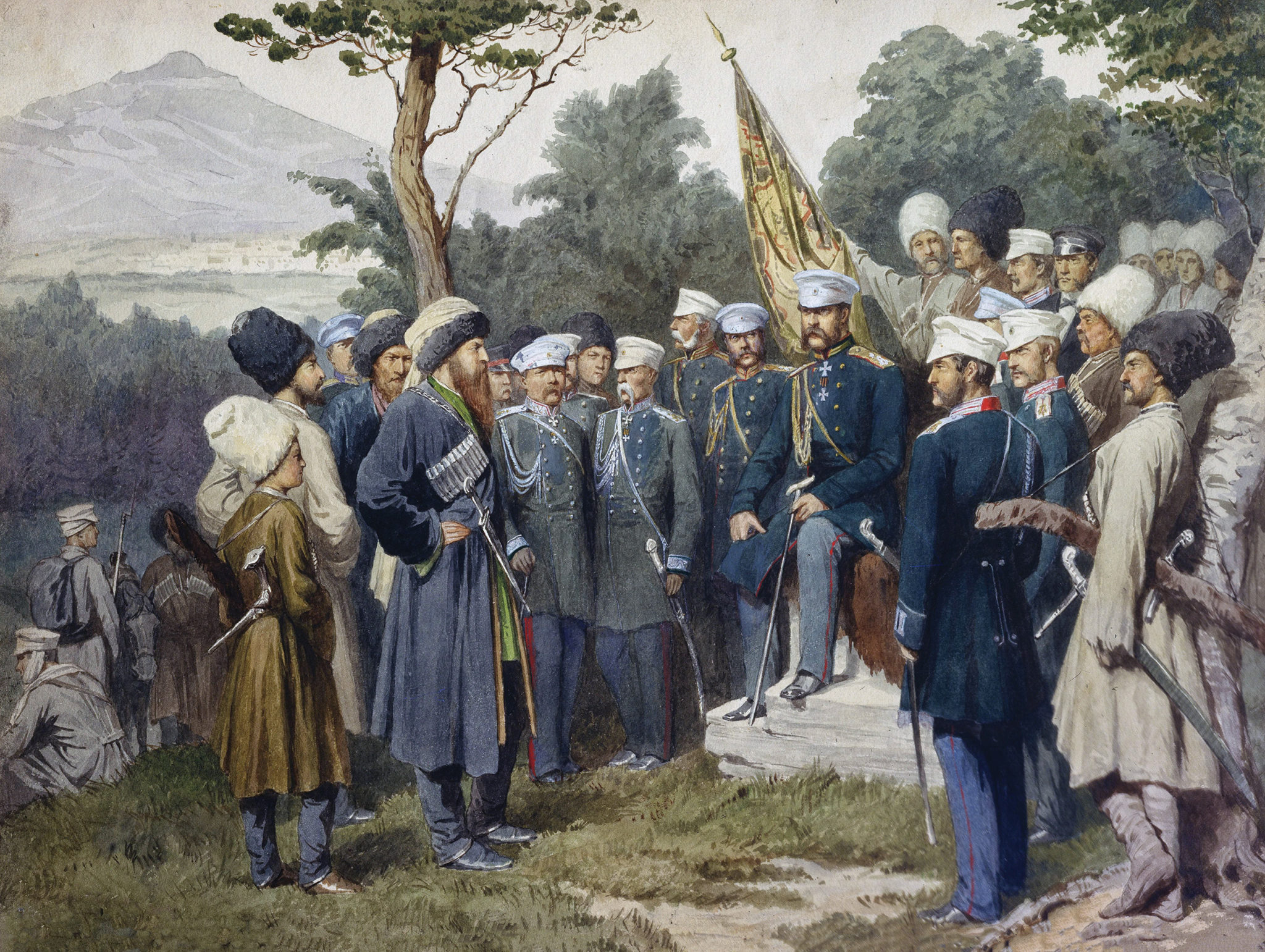
Imam Shamils kapitulation 1859 inför Aleksandr Barjatinskij (1880)
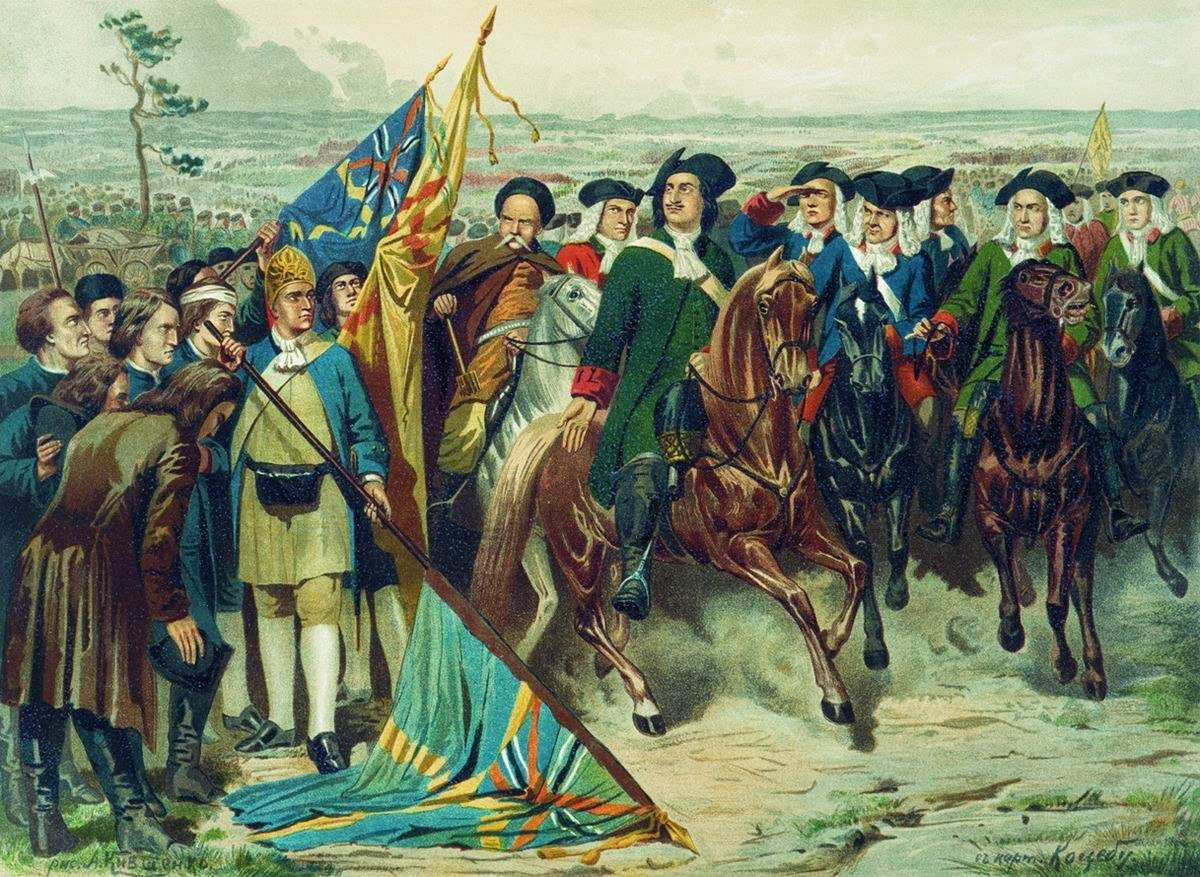
Slaget vid Poltava 1709 (1887)
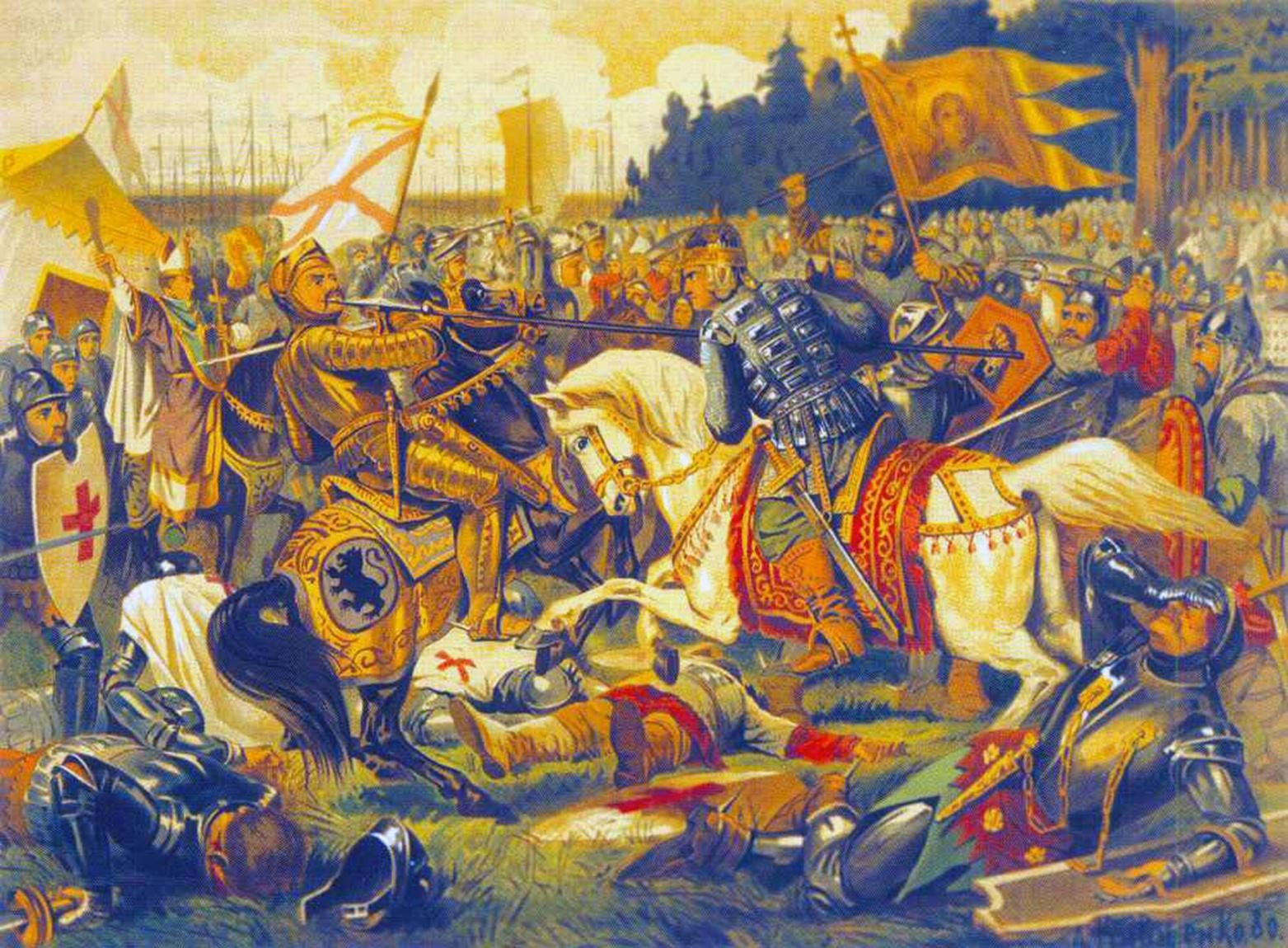
Furst Alexander tillfogar den svenska befälhavaren ett sår 1240 (1888)
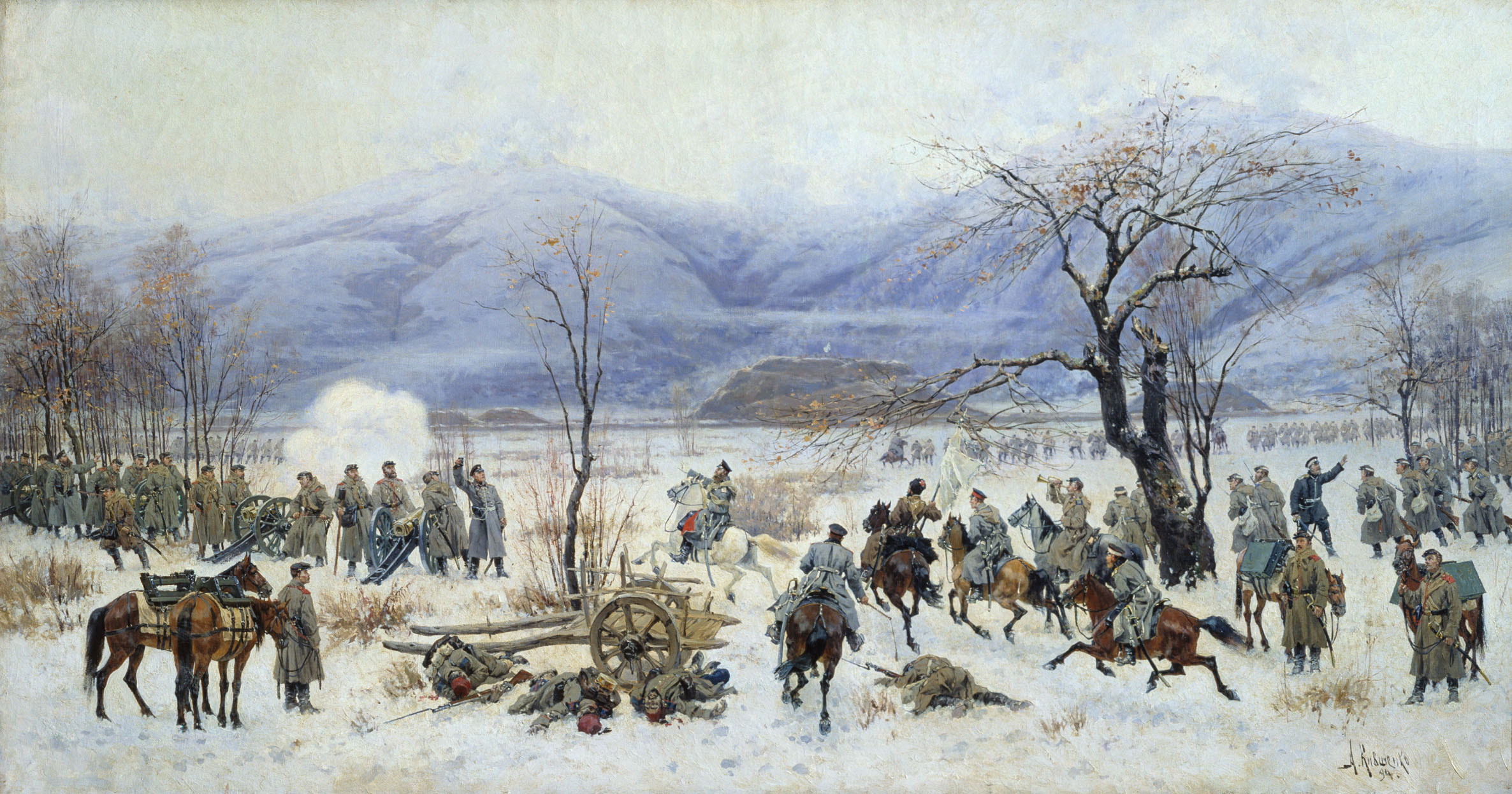
Slaget vid Sjipka-Sheinovo 5-9 januari 1878 (1894)
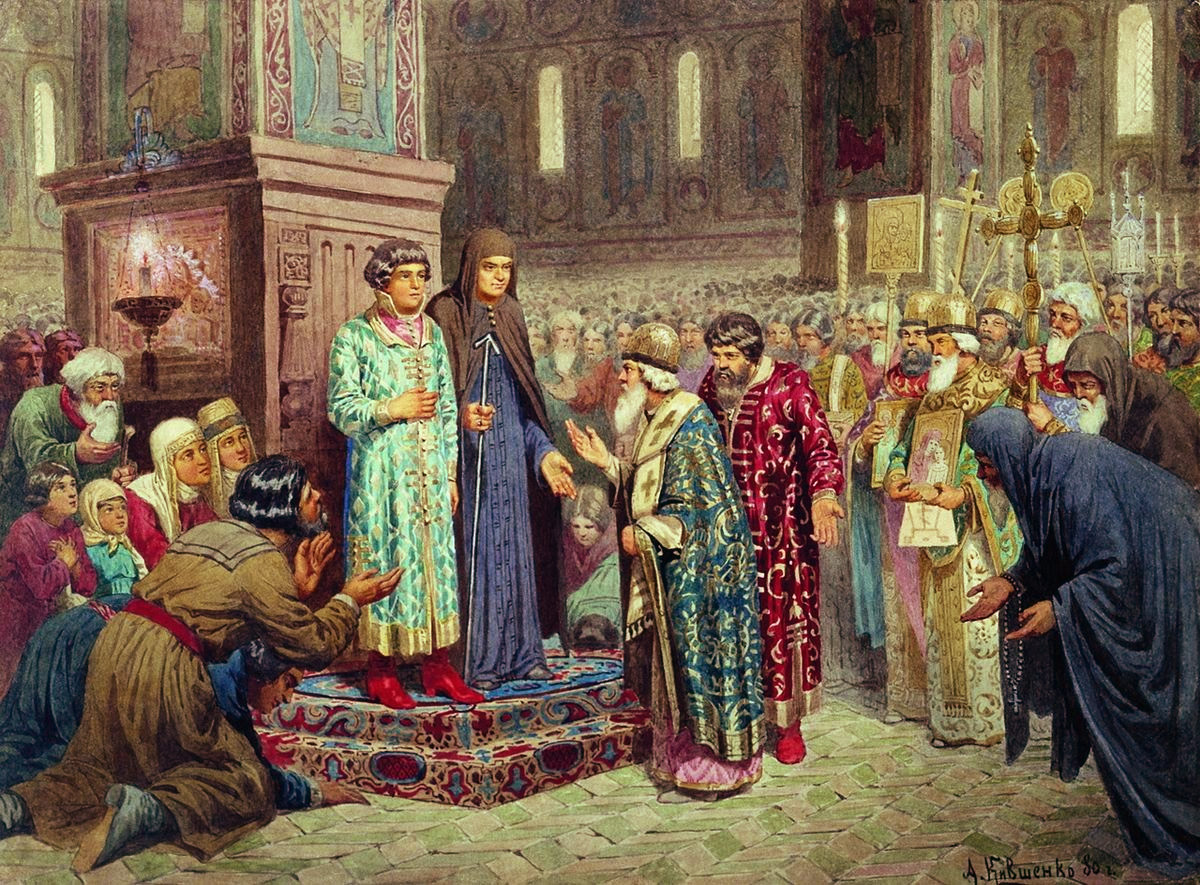
Valet av Michail Romanov till tsar 1613
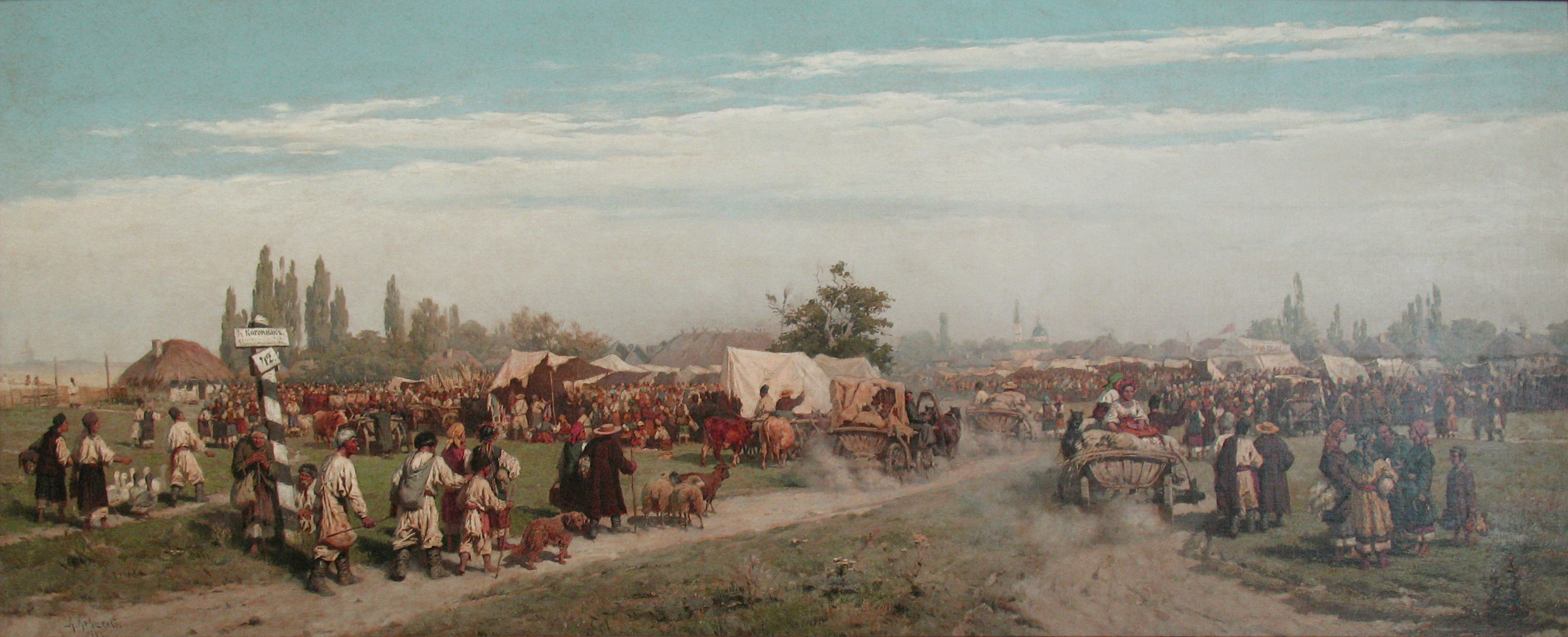
Marknad i Ukraina (1882)
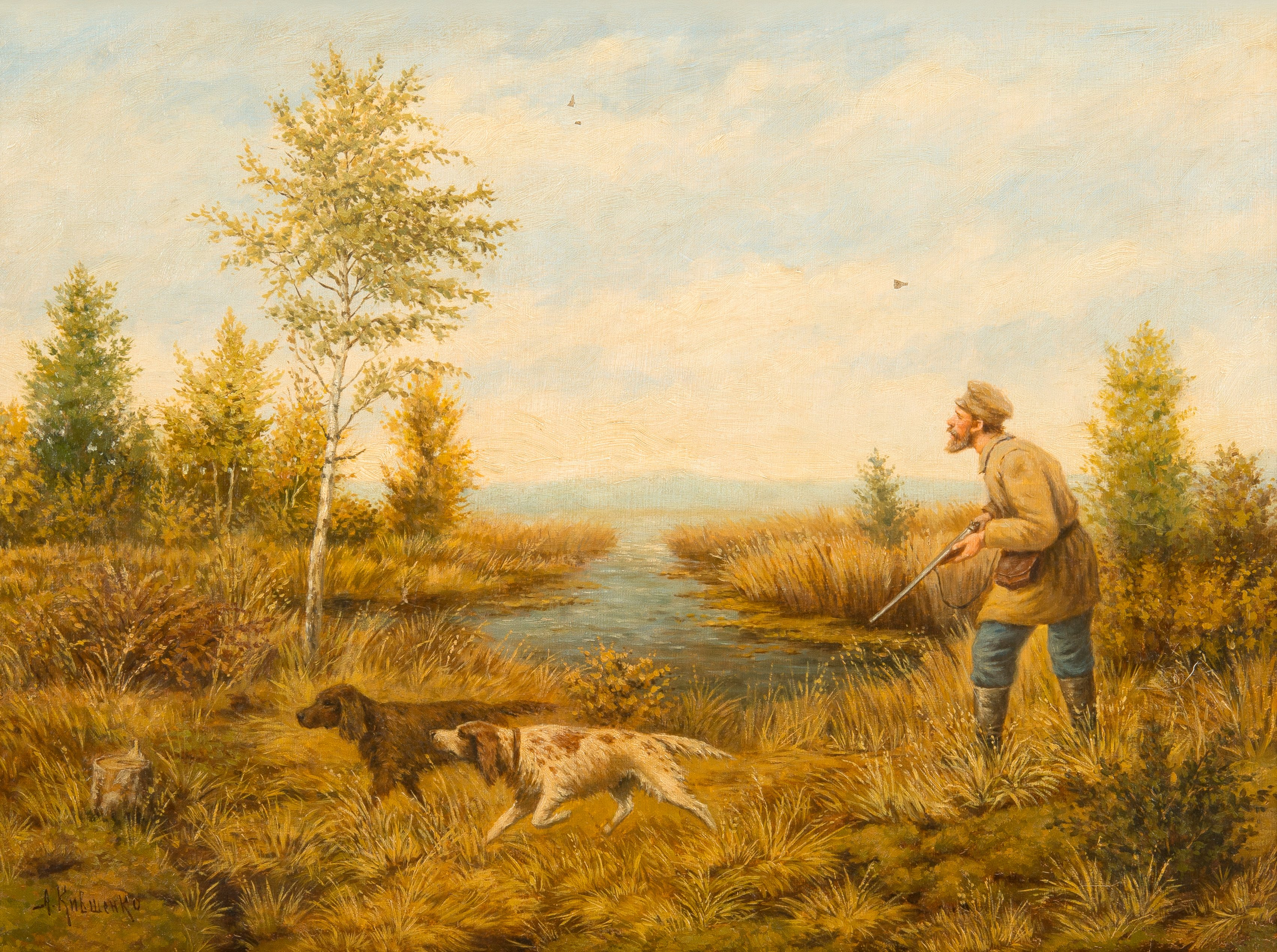
Jakt
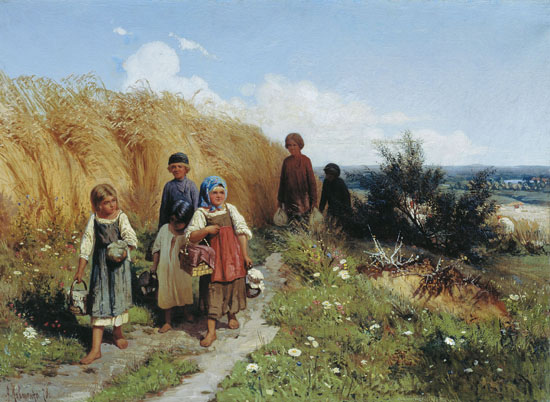
Fält (1878)

### Webbkällor
- Ryskt måleri/Kivshenko (läst 2.11.2024)
- Rusartnet/Kivshenko (läst 2.11.2024)
- Livejournal/Kivshenko (läst 2.11.2024)
- Ippo: Det kejserliga ortodoxa palestinska samhället (läst 2.11.2024)
- Söndag eftermiddag/Kivshenko (läst 2.11.2024)
- RSL/Kivshenko (läst 2.11.2024)